# Simon Batterbury

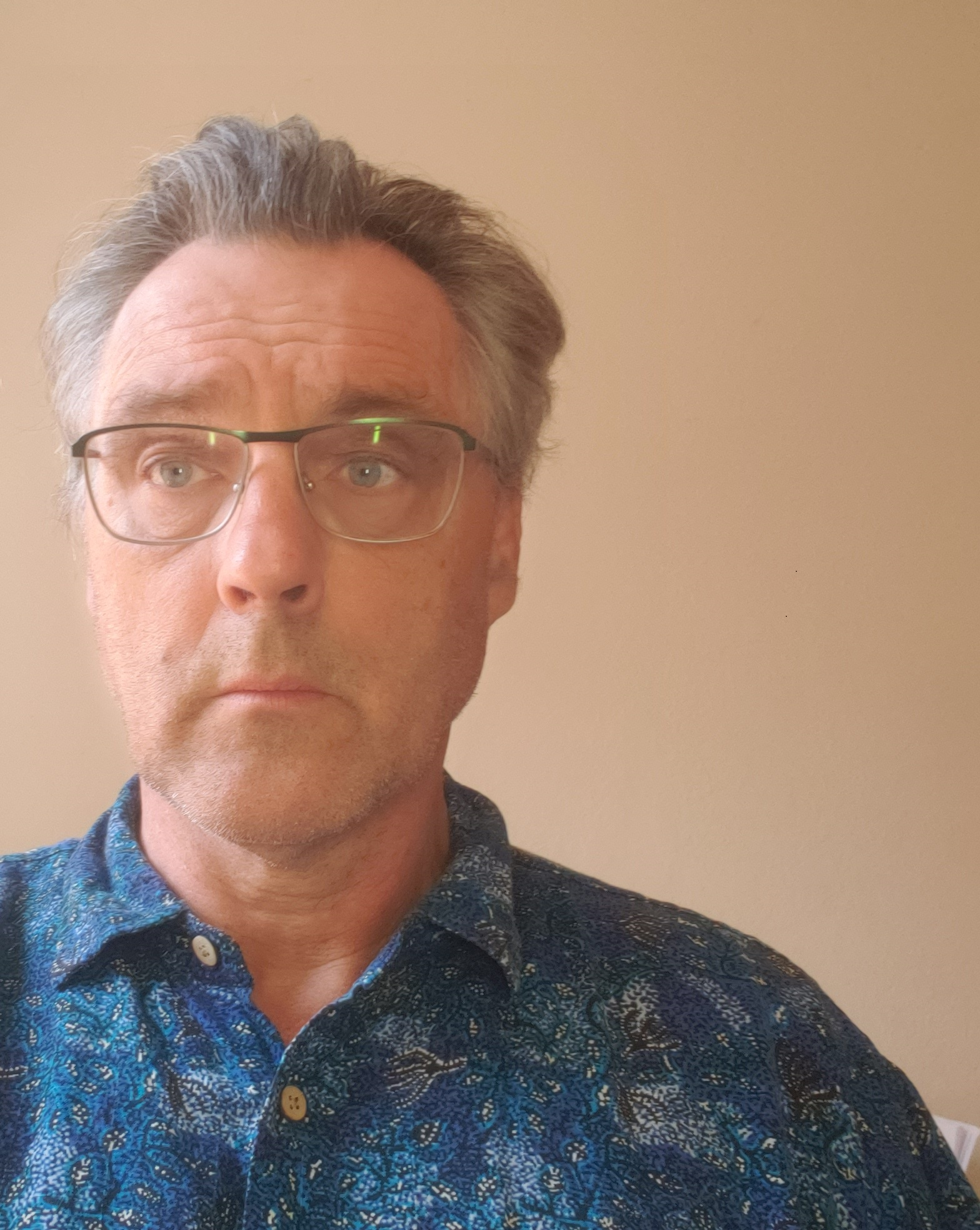
Simon Batterbury

Simon P. J. Batterbury (geboren 1963) ist ein britisch-australischer Geograph. Er ist Professor für Umweltstudien an der Universität von Melbourne, Australien, und hatte früher eine Professur für Political Ecology an der Lancaster University inne (2017–2019).
Batterbury studierte Geographie und schloss 1985 an University of Reading seinen Bachelor ab und 1990 seinen Master an der Clark University. Dort promovierte er 1997 mit einer Arbeit zur Politischen Ökologie des Umweltmanagements im semi-ariden Westafrika. Er führte eine Fallstudie im Zentralplateau von Burkina Faso durch.

## Forschungsbeiträge
Seine Forschungsschwerpunkte sind Themen der nachhaltigen Lebensweisen und ihre Implikationen in Politik und Gesellschaft. Besonders interessieren ihn Themen der Umweltgerechtigkeit und die Kämpfe darum. Seit 2006 arbeitet er in Neukaledonien zu den Auswirkungen des Bergbaus auf die indigene Bevölkerung und auch in Timor-Leste.
Seit 2015 beschäftigt er sich auch mit „kommunalen Fahrradwerkstätten“ und deren Beitrag zum nachhaltigen Verkehr in Europa, Australien und dem Vereinigten Königreich.
Batterbury ist Mitherausgeber des Journal of Political Ecology.

## Schriften (Auswahl)
- M. Kowasch und S.P.J. Batterbury (Hrsg.): Geographies of New Caledonia-Kanaky: environments, politics and cultures. Springer Open Access, 2024. ISBN 978-3-031-49142-9